# Volkszählung in Bosnien und Herzegowina 2013
Die Volkszählung in Bosnien und Herzegowina 2013 fand vom 1. bis 15. Oktober 2013 statt.
Die letzte vorangegangene Volkszählung war 1991 abgehalten worden, noch vor dem Bosnienkrieg, der die Einwohnerverhältnisse erheblich veränderte. Damals hatte das Land 4,4 Millionen Einwohner, von denen sich 43,7 Prozent als Muslime (Bosniaken) bezeichneten, 31,2 Prozent als Serben und 17,4 Prozent als Kroaten. Im Krieg kamen etwa 100.000 Menschen ums Leben. Millionen mussten ihren Wohnort verlassen, viele flohen in andere Landesteile oder ins Ausland; dadurch veränderte sich die ethnische Zusammensetzung der meisten Gemeinden. Die Volkszählung sollte auch Aufschluss darüber geben, wie erfolgreich die Bemühungen waren, den Vertriebenen die Rückkehr in ihre Heimat zu ermöglichen.

Die Resultate der Volkszählung liegen seit Juli 2016 vor. Die Methodologie für die Endergebnisse wurde nach den Anweisungen des Internationalen Monitoring Committee (UNECE und Eurostat) beschlossen und die Endergebnisse lagen erst nach 2 Jahren und 10 Monate bereit. Seitens des staatlichen Statistikinstituts BHAS und Instituts der Föderation FZS werden die Endergebnisse anerkannt, seitens des Statistikinstituts der Republika Srpska RZS dagegen nicht. Es laufen derzeit Diskussionen darüber, ob und inwiefern die RZS eine eigene Statistik für das Entitätsniveau erstellen solle. Der Hauptstreitpunkt liegt in der Frage der Anerkennung von Schülern, Arbeitnehmern und vor allem Flüchtlingen, welche beruflich pendeln, sich ausbilden bzw. in einem anderen Staat leben.
Am 21. Juli 2016 beschloss die Regierung in Banja Luka allerdings den Einspruch zurückzuziehen.

## Ergebnisse
Die endgültigen Daten zeigen, dass die Zahl der Einwohner seit 1991 stark geschrumpft ist. Die Bevölkerung fiel von 4,4 auf 3,53 Millionen bzw. es ergab sich bis zum Jahr 2013 ein Verlust von ca. 20 %.
|                                    | Bewohneranzahl | %        |
| ---------------------------------- | -------------- | -------- |
| Bosnien und Herzegowina            | 3.531.159      | 100,00 % |
| Föderation Bosnien und Herzegowina | 2.219.220      | 62,75 %  |
| Republika Srpska                   | 1.228.423      | 34,79 %  |
| Distrikt Brčko                     | 83.516         | 2,37 %   |

Offiziell veröffentlichter Stand am 30. Juni 2016:
- 50,11 % Bosniaken (mehrheitlich muslimisch)
- 30,78 % Serben (mehrheitlich orthodox)
- 14,60 % Kroaten (mehrheitlich katholisch)
- 2,73 % Andere
- 0,77 % ohne Angabe